# Fawkia Fouad
Fawkia Fouad (6 octobre 1897 - 9 février 1974) est une princesse égyptienne devenu comtesse d'Adix-Dellmensingen par son mariage.

## Biographie

### Jeunesse
La princesse Fawkia est née le 6 octobre 1897 au palais Safran au Caire. Elle est la fille unique du prince Fouad et de la princesse Shivakiar Ibrahim,. Son frère aîné est mort en juillet de cette même année. Ses parents divorcent en 1898 et Fawkia est laissée aux soins de son père. Elle a cinq demi-frères et sœurs du côté de son père et six demi-frères et sœurs du côté de sa mère. Elle obtient le prédicat de Son Altesse Sultanique le 11 octobre 1917 , et lorsque son père devient roi d'Égypte en 1922, Fawkia devient une princesse royale avec le prédicat de Son Altesse Royale.

### Mariages

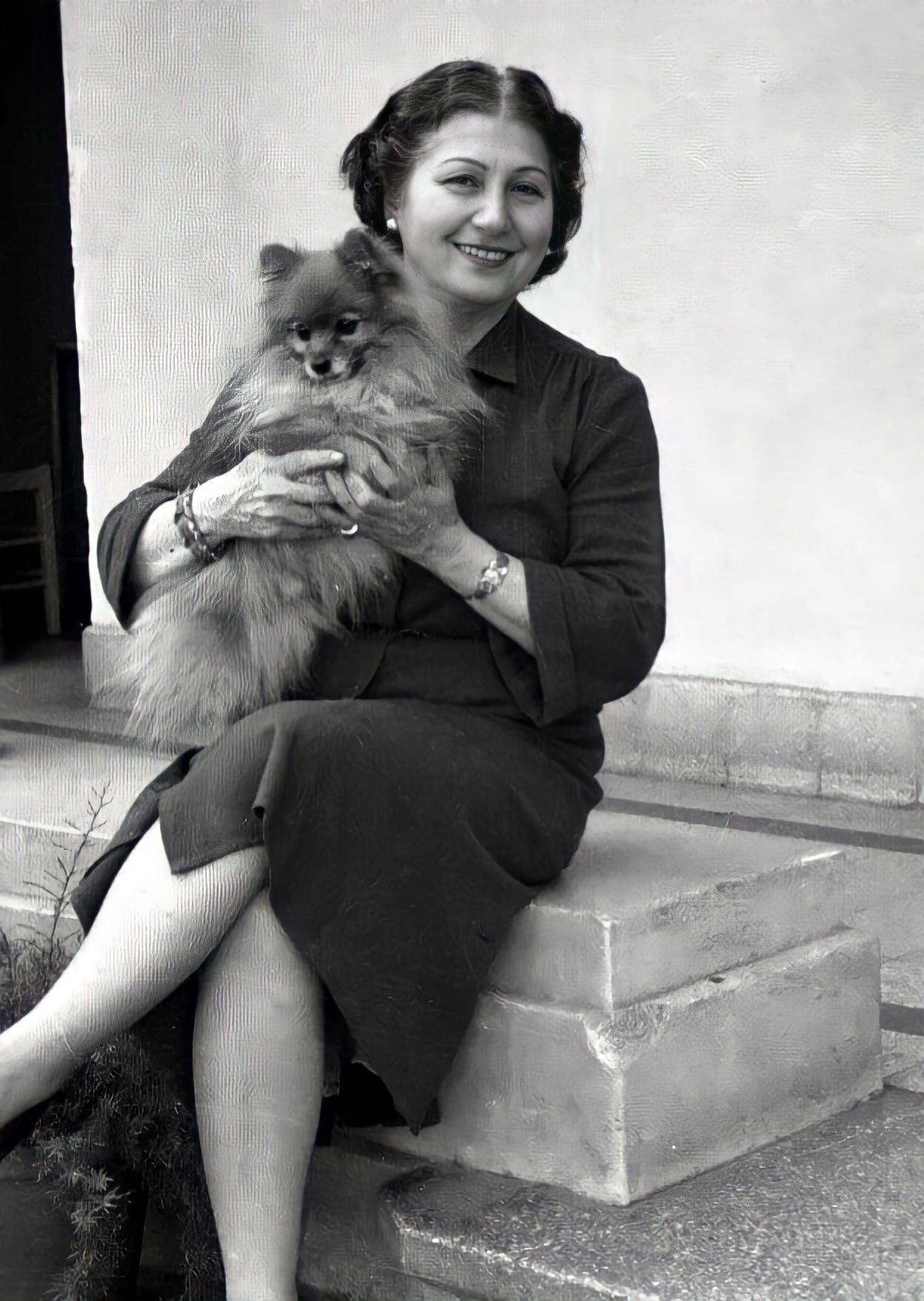
La princesse Fawkia en 1947.

Fawkia épouse le diplomate égyptien Mahmoud Fakhry Pacha au palais Bustan au Caire le 13 mai 1919 . Le couple s'installe dans un palais rococo à Dokki. Ils ont un enfant, Ahmed Fakhry Bey, qui épouse Gloria Guinness (en). Après que son mari ait été nommé ambassadeur d'Égypte en France en 1924, ils s'installent à Paris.
Dans la capitale française, elle rencontre le comte Wladimir d'Adix-Dellmensingen, ancien capitaine de l'armée impériale russe. Après son divorce, elle épouse Wladimir en 1938 à Paris. Le comte se convertit à l'islam et prend le nom de Farouk bin Abdullah.

### Exil
Après la révolution égyptienne, Fawkia s'installe définitivement en Suisse, où elle vit pratiquement isolée au Dolder Grand. Sa dernière apparition publique a lieu aux funérailles de son demi-frère le roi Farouk en 1965, à Rome.
Elle meurt au Dolder Grand le 8 février 1974 à l'âge de 76 ans, un an après son mari.

## Héritage
L'école secondaire Princesse Fawkia, nommée en son honneur, est construite au Caire en 1931. Elle est ensuite renommée École secondaire pour filles d'Orman,. L'hôpital d'ophtalmologie de Rawd al-Farag, près du Caire, est aussi nommé d'après Fawkia.

## Honneurs
- 30 février 1930 : membre de l'ordre des Vertus[17]